# Naissance en 983
Naissance
- 979
- 980
- 981
- 982
- 983
- 984
- 985
- 986
- 987

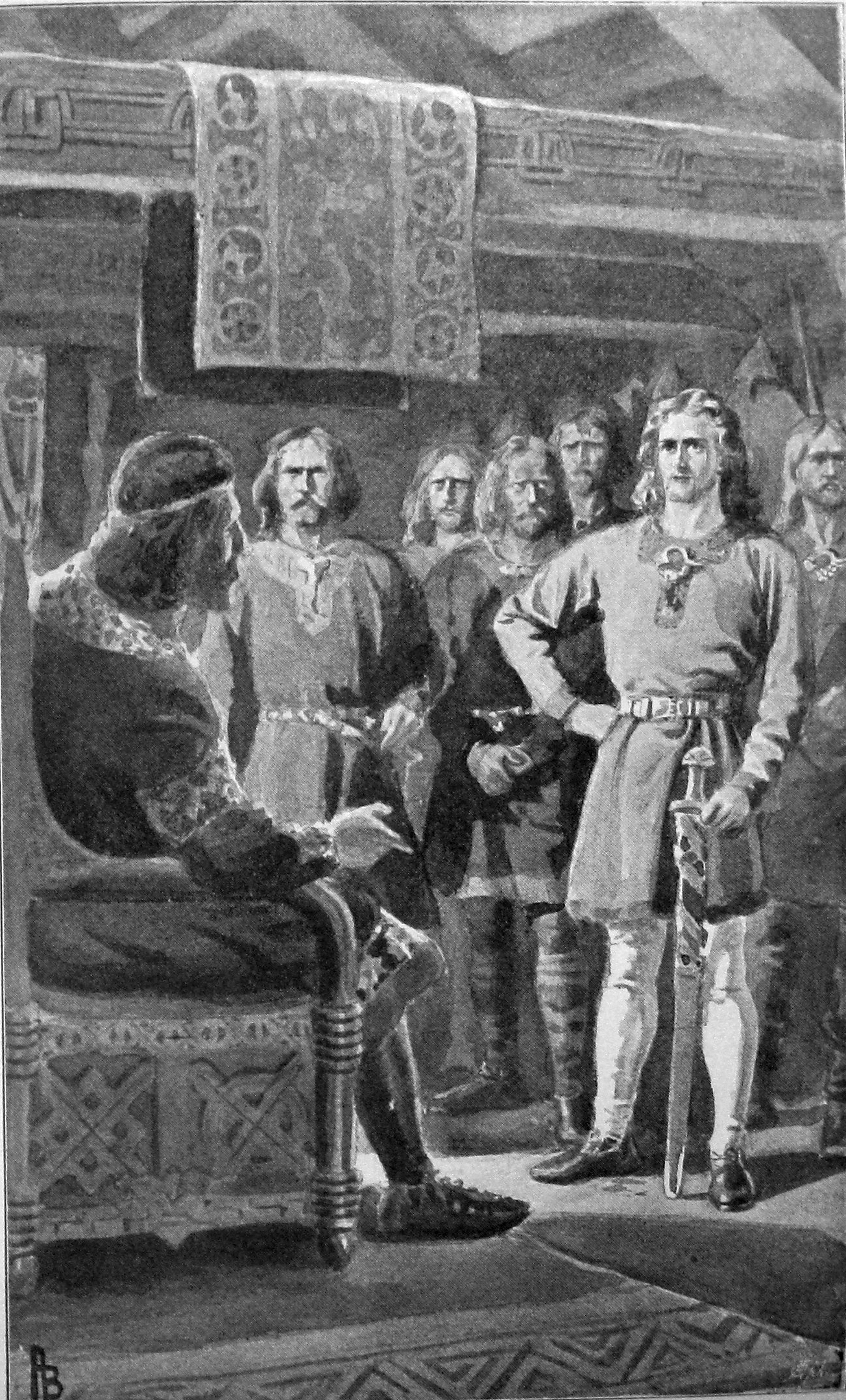
Gunnlaugr Ormstunga, né vers 983.

Cette page dresse une liste de personnalités nées au cours de l'année 983 :
- Abd al-Rahman Sanchuelo, fils d'Almanzor et premier ministre du calife Hicham II.
- Eudes II de Blois, comte de Blois, de Châteaudun, de Chartres, de Reims, de Tours, de Beauvais, de Provins et de Sancerre et comte de Troyes et de Meaux
- Liao Shengzong, empereur de Chine de la dynastie Liao.
- Lê Trung Tông, second empereur de la dynastie Lê antérieure

date incertaine (vers 983)
- Gunnlaugr Ormstunga, littéralement Gunnlaugr langue de serpent, scalde islandais.

## Crédit d'auteurs
- Cet article est partiellement ou en totalité issu de l'article intitulé « 983 » (voir la liste des auteurs).